# Neocompsa clerochroa
Neocompsa clerochroa là một loài bọ cánh cứng trong họ Cerambycidae.